# Lusaka Stock Exchange
Lusaka Stock Exchange, Akronym LuSE, ist die einzige Börse in Sambia und wurde von der International Finance Corporation (IFC) der Weltbank ins Leben gerufen. Sie öffnete erstmals im Februar 1994. Die IFC organisierte den Handel gemäß den Empfehlungen der G-30, arbeitete die Organisation der LuSE aus und regelte ihre Handlungsabläufe. Die Gründung der Börse in Lusaka war ein entscheidender Schritt zu Wirtschaftsreformen in Sambia, um private Investitionen zu fördern und den privaten Sektor zu stärken. Sie hat ihren Sitz in Lusaka.

## Hintergründe
Der Handel basiert auf einem Computersystem, das jeden Handel listet und nach drei Tagen vollzieht. Die LuSE verfügt über elektronisch geführte Depots, die von der LuSE-eigenen Central Share Depository (CSD) verwaltet werden. Sie ist auf internationalen Datenaustausch hin konzipiert. Barclays Bank of Zambia und Stanbic Bank, Sambia, sind Mitglieder der CSD. Barclays Bank of Zambia ist ein Tochterunternehmen der Barclays Bank in London, die über ihren Dienst Barclays Global Securities in London internationalen Investoren einen Zugang zum Handel an der LuSE bietet. Ähnlich arbeitet die Stanbic Bank, die ein Tochterunternehmen der südafrikanischen Standard Bank ist und ebenfalls einen internationalen Zugang zum Handel an der LuSE anbietet.
Seit ihrer Eröffnung wird an der LuSE mit Aktien gehandelt. Seit März 1998 werden auch sambische Regierungsanleihen notiert und die LuSE zu deren offiziellen Markt. Investoren sind nun angehalten, ihre Order ausschließlich über die LuSE abzuwickeln. Es gibt eine Reihe von Unternehmen, die als Broker an der LuSE wirken. Im Oktober 1999 hatte Pangaea/EMI Securities die größten Anteil am Handelsvolumen seit Eröffnung der LuSE.
Der Markt wird durch das Anlagengesetz (Securities Act No 38) von 1993 geregelt, dessen Einhaltung durch die Börsenaufsicht (Securities und Exchange Commission (SEC)) kontrolliert wird. Bis Ende 1999 gingen an der LuSE fünf Unternehmen an die Börse, alle fünf standen im Kontext von Sambias Privatisierungsprogramm, in dem Aktien ausschließlich dem sambischen Handel angeboten wurden. Eine Ausnahme bildet Zambia Sugar Plc im Herbst 1996, deren Aktien auch internationalen Investoren zu Kauf angeboten wurden, da diese Aktien zuvor im Besitz  von Zambian Privatisation Trust Fund (ZPTF) und Commonwealth Development Corporation (CDC) waren. Zwei internationale Schwellenmärkte-Fonds nahmen an dem Angebot teil und kauften alle 165 Millionen Aktien, die ausländischen Investoren angeboten wurden. Im August 1999 fand die erste Neuemission statt, als die Brauerei Zambian Breweries Plc für 8,5 Millionen US-Dollar Anteile verkaufen konnte, um einen Kredit zurückzuzahlen, der zum Erwerb der Northern Breweries Plc gebraucht worden war. Diese Aktion erwies sich als voller Erfolg.
Obwohl bisher nur privatisierte Unternehmen an der LuSE gelistet wurden, sehen doch immer mehr private Unternehmen in ihr eine Möglichkeit, an Kapital zu kommen. Viele dieser Unternehmen, speziell im Bereich des Bergbaus, stehen vor Erweiterungsinvestitionen, die sie durch den Kapitalmarkt finanzieren möchten. Handel und Volumen steigen.  Im Jahr 2006 fanden 2,858 Transaktionen statt (2005: 2,228), eine Steigerung um 28 Prozent, doch das Handelsvolumen stieg um 120 Prozent. Die LuSE selbst arbeitet bisher (2006) mit Gewinn.

### Gelistete Unternehmen
1. African Explosives Zambia PLC
2. British American Tobacco (Zambia)
3. Chilanga Cement PLC
4. National Breweries PLC
5. Metal Fabricators of Zambia PLC
6. Zambian Breweries PLC
7. Zambia Sugar PLC
8. Zambeef Products PLC
9. Farmers House PLC
10. Pamodzi Hotels PLC
11. Standard Chartered Bank (Zambia) PLC
12. Shoprite Holdings Limited - PLC
13. BP Zambia PLC
14. Zambia Consolidated Copper Mines Investment Holdings PLC
15. Cavmont Capital Holdings Zambia PLC

### Quotierte Unternehmen
1. Barclays Bank Zambia PLC
2. Investrust Bank PLC
3. Zambia National Commercial Bank PLC
4. Chambeshi Metals PLC
5. Chibuluma Mines PLC
6. Cyprus Amax Zambia PLC
7. Konkola Copper Mines PLC
8. Mopani Copper Mines PLC
9. Copperbelt Energy Corporation PLC
10. Zambia Bata Shoe Company PLC
11. Arcades Development PLC

## Mitgliedschaften
- African Securities Exchanges Association